# Верховское сельское поселение (Брянская область)
Верхо́вское сельское поселение — муниципальное образование в юго-восточной части Дятьковского района Брянской области. Центр — деревня Верхи.
Образовано в результате проведения муниципальной реформы в 2005 году, путём преобразования дореформенного Верховского сельсовета.

## Население
| 2010 | 2011 | 2012 | 2013 | 2014 | 2015 | 2016 | 2017 | 2018 |
| ---- | ---- | ---- | ---- | ---- | ---- | ---- | ---- | ---- |
| 400  | ↗405 | ↘385 | ↘314 | ↘294 | ↘284 | ↘283 | ↗285 | ↘277 |
| 2019 | 2020 | 2021 |      |      |      |      |      |      |
| ↘264 | ↘258 | ↗426 |      |      |      |      |      |      |

## Населённые пункты
| № | Населённый пункт | Тип     | Население |
| - | ---------------- | ------- | --------- |
| 1 | Верхи            | деревня | ↘20       |
| 2 | Доманово         | деревня | ↗149      |
| 3 | Пастушье         | деревня | ↘27       |
| 4 | Радица           | деревня | ↗100      |
| 5 | Рублино          | деревня | ↗18       |